# Tóth Károly (újságíró)
Tóth Károly (Baktalórántháza, 1946. szeptember 28. –) magyar újságíró, rádiós, televíziós szerkesztő-riporter, műsorvezető, tudósító, stúdióvezető.

## Életpályája
Háromgyermekes családba született Baktalórántházán. Édesapja szabó mesterséget tanult, de vasutas lett, édesanyja szövödében dolgozott. 
Nyíregyházán a Kossuth Lajos Gimnáziumban érettségizett 1965-ben. 1964-ben iskolai KISZ-titkárként nyilatkozott a helyi rádió riporterének, és a sikeres interjút követően a rádiósoknak megtetszett a beszédhangja és kérték az iskola igazgatóját, hogy a megbetegedett rádióbemondó helyett náluk olvassa a híreket, Így került a Magyar Rádió Nyíregyházi Stúdiójához ahol 1964-től dolgozott bemondóként. 
1966-tól a nyíregyházi Bessenyei György Főiskola orosz-magyar szakán tanult, és mellette a nyíregyházi rádiónál is dolgozott. 1967-ben rádiós kollégái benevezték a Magyar Televízió Riporter kerestetik című vetélkedőjére. Megnyerte a városi és a megyei döntőket és a debreceni területi döntőt is. Az országos válogatót Budapesten a MOM Kultúrotthonában tartották, ott választották ki azt a 10 versenyzőt, aki bekerült a televíziós adásba. Ezt is megnyerte, a második Merényi Csaba, a harmadik Csengő Ildikó, a negyedik Wisinger István lett. 
Diplomája megszerzése után 1970 augusztusától a Magyar Rádió és Televízió alkalmazta, a Nyíregyházi Rádió belsős munkatársa, szerkesztő-riporter lett. Matúz Józsefné a TV-Híradó főszerkesztője szervezte a vidéki tudósító hálózatot, így került vezetőként és riporterként 1973-ban a Híradó debreceni tudósító irodájához, amelyhez két megye Hajdú-Bihar és Szabolcs-Szatmár tartozott. A stáb tagja volt Zoltai Károly operatőr, Szatmári Ferenc gyártásvezető, és a műsorszervező Szepessy Ági. Később Antal István egy személyben volt operatőr és gyártásvezető is. A két megyén kívül készítettek riportokat, tudósításokat Kassáról, Kárpátaljáról, Erdélyből, illetve Kijevből is. 
1977--től négy évig a Tv-Híradó moszkvai tudósítója volt, majd visszatért Debrecenbe. 
Vidéki tudósítói munkája mellett az MTV számos műsorában dolgozott, valamint szerkesztette és vezette a Híradót. 1994-től bekapcsolódott az MTV Debreceni Körzeti Stúdiójának létrehozásába, és annak alapító főszerkesztője, stúdióvezetője  lett. 1999-ben rovatvezetőnek, majd 2002-ben vezető szerkesztőnek nevezték ki. Ebből a beosztásából ment nyugdíjba 2007-ben.
Tagja a MÚOSZ-nak, 2004-ben és 2007-ben alelnöke, 2011 és 2016 között elnöke volt a szervezetnek.

## Díjai, elismerései
- Szocialista Kultúráért
- Kiváló Munkáért
- Televíziós nívódíjak (Tudósítások: Orenburgi gázvezeték; Huszt stb.)
- Miskolci Televíziós Fesztivál díj